# Равно Буче (община Буяновац)
Вижте пояснителната страница за други значения на Равно Буче.
Равно Буче (на албански: Равно Бучје или Ravno Bučje; на албански: Ramnabuqa) е село в Югоизточна Сърбия, Пчински окръг, община Буяновац.

## Население
Албанците в община Буяновац бойкотират проведеното през 2011 г. преброяване на населението.
Според преброяването на населението от 2002 г. селото има 393 жители.

### Етнически състав
Данните за етническия състав на населението са от преброяването през 2002 г.
- албанци – 391 жители
- неизвестно – 2 жители

## Личности
Починали в Равно Буче
- Иван Ненов, български военен деец, майор, загинал през Първата световна война[3]